# God Help the Girl

God Help the Girl est un projet de Stuart Murdoch, le leader de Belle and Sebastian créé en 2009. Le chanteur écossais ayant composé des titres qui, selon lui s'intégraient mal au style de son groupe, décide de les enregistrer dans un autre contexte.

## Musique
Ce travail aboutit à un album-concept qui raconte la dépression du personnage central, Eve.
Stuart Murdoch recrute une chanteuse lors d'une audition, l'Irlandaise Catherine Ireton. D'autres chanteuses se greffent sur le projet, telle Alex Klobouk, une Allemande déjà présente dans la vidéo du titre de Belle and Sebastian, Wrapped Up in Books. Le titre Perfection As a Hipster est confié au chanteur Neil Hannon.
La partie musicale du projet est complète avec la sortie des cinq disques suivants sur le label Rough Trade.

## Film
Stuart Murdoch a le projet de réaliser un film à partir de l'histoire de l'album concept. Après le succès d'une souscription qui permet de rassembler le budget nécessaire il réalise le film qui est présenté au Festival du film de Sundance 2014 dans la sélection « World Cinema Dramatic Competition ».

### Sélections
- Festival du film britannique de Dinard 2014 : sélection avant-premières
- Festival du film de Sundance 2014 : sélection « World Cinema Dramatic Competition »

## Discographie
Les disques sont sortis en vinyle, en 2009. Dans l'ordre de parution, ce sont : 
- Come Monday Night,  45tours
- God Help the Girl,  LP album
- Funny Little Frog,  45tours
- Stills,  EP 25cm
- Baby, You're Blind, 45 tours